# Източно Каприви
Източно Каприви се нарича бивш бантустан в Югозападна Африка (днешна Намибия) създаден през 1972 г. от проапартейдското правителство с цел управлението на местните жители от племената лози. През 1976 т. на бантустана е предоставено право на самоуправление. Малко по късно получава и името Лози.
Административен център на бантусгана е бил град Катима Мулило. Бантустанът е заемал източната част от Ивица Каприви.
Източно Каприви подобно на останалите девет бантустана в Югозападна Африка е закрит през май 1989 г. успоредно с обявяване на независимостта на Намбия.